# Xã Eldorado, Quận Harlan, Nebraska
Xã Eldorado (tiếng Anh: Eldorado Township) là một xã thuộc quận Harlan, tiểu bang Nebraska, Hoa Kỳ. Năm 2010, dân số của xã này là 56 người.